# Хачатрян, Арман Дереникович
Арман Дереникович Хачатрян (род. 13 июня 1982) — российский актёр, режиссёр, педагог.
В 2006 году окончил режиссёрский факультет (актёрская группа, мастерская В. В. Мирзоева) Всероссийского государственного института кинематографии имени С. А. Герасимова (ВГИК) . Позже — аспирантуру Российского университета театрального искусства (ГИТИС) (режиссёр музыкального театра).

## Театральные работы

### Актёрские работы
| Театр. режиссер                                                                                        | Спектакль                             | Роль                                                          |
| Режиссер Н. Мишкина                                                                                    | «Ревизор»                             | Городничий                                                    |
| Театр DOC режиссёр В. В. Мирзоев                                                                       | «Молчи, Эдип»                         | Креонт                                                        |
| Театр DOC режиссёр В. В. Мирзоев                                                                       | «Толстой-Столыпин. Частная переписка» | Столыпин                                                      |
| Театриум на Серпуховке режиссёр В. В. Мирзоев                                                          | «Дракон»                              | Вторая голова дракона                                         |
| Режиссёр В. В. Мирзоев                                                                                 | «Башмачкин»                           | Бандит Егор, Инженер Степан Варламович, Дворник Ахмет, Шинель |
| Режиссёр Г. Стрелков                                                                                   | «Измена, государь!»                   | Князь Курбский                                                |
| Московский «Театр Луны», режиссёр Л.Абаджиева                                                          | «Ромео и Джульетта»                   | Фульхенцио Капулетти                                          |
| Московский «Театр Луны», режиссёр А.Максимов                                                           | «Рококо»                              | Ахмеддан Суюк                                                 |
| Московский «Театр Луны», режиссёр С.Проханов                                                           | «Прокурорская притча»                 | Доктор                                                        |
| Московский «Театр Луны», режиссёр С.Проханов                                                           | «Природный экстрим»                   | Бермята                                                       |
| Московский «Театр Луны», режиссёр С.Проханов                                                           | «Мерри Попинс»                        | Попугай                                                       |
| Московский «Театр Луны», режиссёр С.Проханов                                                           | «Коррида или Роман с бессонной ночью» | Гарсиа Лорка                                                  |
| Проект «Открытая сцена», режиссёр К.Нерсисян                                                           | «Чайная церемония»                    | Борис                                                         |
| Проект «Открытая сцена», режиссёр Ю.Кантомиров                                                         | «Кредиторы»                           | Густав                                                        |
| Московская государственная творческая мастерская под руководством Алексея Рыбникова, режиссёр А.Рыхлов | «Юнона и Авось»                       | Хосе Аргуэльо                                                 |
| Московская государственная творческая мастерская под руководством Алексея Рыбникова, режиссёр А.Рыхлов | «Звезда и смерть Хоакина Мурьеты»     | Трехпалый                                                     |
| Московская государственная творческая мастерская под руководством Алексея Рыбникова, режиссёр А.Рыхлов | «Буратино»                            | Карабас                                                       |
| Московская государственная творческая мастерская под руководством Алексея Рыбникова, режиссёр А.Рыхлов | «Красная шапочка»                     | Волк                                                          |
| Московский драматический театр имени К. С. Станиславского, режиссёр В. В. Мирзоев                      | «Двенадцатая ночь»                    | Герцог Орсино                                                 |
| Московский драматический театр имени К. С. Станиславского, режиссёр В. В. Мирзоев                      | «Сон в летнюю ночь»                   | Герцог Тезей                                                  |
| Московский драматический театр имени К. С. Станиславского, режиссёр Т.Охрамкова                        | «Евграф, искатель приключений»        | Кинорежиссер Зазорный                                         |
| Московский драматический театр имени К. С. Станиславского, режиссёр М.Козаков                          | «Метеор»                              | Сын                                                           |
| Московский драматический театр имени К. С. Станиславского, режиссёр О.Великанова                       | «Счастливое приключение»              | Пришелец                                                      |
| Московский драматический театр имени К. С. Станиславского, режиссёр О.Великанова                       | «Царевна лягушка»                     | Кощей                                                         |

### Постановки.
- «Кардиограмма», зарубежная драматургия 20 века, Институт Театрального Искусства (ИТИ).
- «Пентесилея», трагедия Генриха фон Клейста, Институт Театрального Искусства (ИТИ).
- «Войцек», пьеса Георга Бюхнера, Институт Театрального Искусства (ИТИ).
- «Победа над солнцем», опера, Михаил Матюшин и Алексей Кручёных. Театр музыки и драмы п/р Стаса Намина.
- «Безумный день в замке Альмавивы, или Свадьба Фигаро», опера, Вольфганг Амадей Моцарт. Театр музыки и драмы п/р Стаса Намина.
- «Чайка», драматический спектакль, Антон Чехов. РАТИ (ГИТИС).

## Работы в кино и на телевидении
| Название фильма                                       | Роль                                           |
| «Розыск 2», режиссер Р. Мосафир                       | Раф                                            |
| «Принимать внутрь», режиссёр А.Варлей                 | Автор                                          |
| «Вкус граната»                                        | Журналист                                      |
| «Быть или не быть», режиссёр А. Петрухин              | Пациент                                        |
| «Борис Годунов», режиссёр В. В. Мирзоев               | Боярин                                         |
| «Привет, это Джимм», режиссёр А.Лукашин               | Джимм Морисон                                  |
| «Мыло», студия The Red Range                          | Брат                                           |
| «Башмачкин», режиссёр В. В. Мирзоев                   | Бандит Егор, Инженер Степан Варламович, Шинель |
| «Жестокий бизнес»                                     | Гиви                                           |
| «Знаки любви / Signs of Love»                         | Армянин в ресторане                            |
| «Адъютанты любви»                                     | Оратор                                         |
| «Четыре Любови»                                       | Голотов                                        |
| «Моя большая армянская свадьба», режиссёр Р.Нахапетов | Гость                                          |
| «Сирийская соната», режиссёр О. Г. Погодин            | Джадир, исламский террорист                    |
| Миссия «Аметист»                                      | Чимино                                         |

## Озвучивание
- Храбрая сердцем (2012)
- Рапунцель: Запутанная история (2010)
- Мстители: Война бесконечности (2018)
- Мстители: Финал (2019)